# Togo aux Jeux Africains 2019
Le Togo a participé aux Jeux africains 2019 qui se sont déroulés du 19 au 31 août 2019 à Rabat, au Maroc. Au total, deux médailles de bronze ont été remportées, toutes deux en escrime, et le pays a terminé 38e au tableau des médailles, partagé avec le  Bénin et la Guinée .

## Athlétisme
Juliette Bouley a participé aux épreuves féminines du 100 mètres (en) et féminines du 200 mètres (en). Dans les deux épreuves, elle n'a pas réussi à se qualifier pour les demi-finales.
Judith Koumedzina a également participé à l'épreuve féminine du 100 mètres et elle n'a pas non plus atteint les demi-finales.
Fabrice Dabla (en) a participé aux épreuves Masculines du 100 mètres (en) et Masculines du 200 mètres (en),. Il a atteint les demi-finales de l'épreuve du 100 mètres masculin et n'a pas terminé les séries du 200 mètres masculin
Fayza Issaka a participé à l'épreuve de  Saut en longueur féminin (en). Elle a terminé à la 10ème place
Prenam Pesse (en) et Lazare Simklina ont également participé à des compétitions d'athlétisme.

## Boxe
Anani Hounkpatin (57 kg hommes) et John Koudeha (75 kg hommes) ont concouru en boxe.

## Escrime
Rebecca Adamenou, Charlène Anadi et Françoise Koutoglo ont concouru en escrime. Elles ont remporté la médaille de bronze dans l'épreuve de fleuret féminin par équipes et dans l'épreuve de sabre féminin par équipes,

## Judo
Deux athlètes ont représenté le Togo en judo,
| Athlète          | Événement     | Seizièmes de finale | huitièmes de finale | Quarts de finale    | Demi-finales        | Repêchage 1         | Finale / BM         | Finale / BM |
| Athlète          | Événement     | Opposition Résultat | Opposition Résultat | Opposition Résultat | Opposition Résultat | Opposition Résultat | Opposition Résultat | Rang        |
| ---------------- | ------------- | ------------------- | ------------------- | ------------------- | ------------------- | ------------------- | ------------------- | ----------- |
| Frédéric Olympio | Hommes -66 kg | Kairabi L           | éliminé             | éliminé             | éliminé             | éliminé             | éliminé             | éliminé     |
| Joseph Viagbo    | Hommes -66 kg | Oumar L             | éliminé             | éliminé             | éliminé             | éliminé             | éliminé             | éliminé     |

## Aviron
Trois athlètes ont concouru en aviron : Michel Agbassah, Bonay Agounke et Akoko Komlanvi .

## Natation
Deux nageurs ont représenté le Togo en natation : Eméric Kpegba et  Mawupemon Otogbe (en),

## Tennis de table
Le Togo a participé à des compétitions de tennis de table.

## Taekwondo
Deux athlètes ont participé à des compétitions de Taekwondo.
| Athlète                 | Événement     | Seizièmes de finale | huitièmes de finale | Quarts de finale    | Demi-finales        | Final               | Final   |
| Athlète                 | Événement     | Opposition Résultat | Opposition Résultat | Opposition Résultat | Opposition Résultat | Opposition Résultat | Rang    |
| ----------------------- | ------------- | ------------------- | ------------------- | ------------------- | ------------------- | ------------------- | ------- |
| Abdoul-rahamane Oumarou | Hommes -63 kg | non disputé         | Kaboré L 2–33       | éliminé             | éliminé             | éliminé             | éliminé |
| Hippolyte Ezian         | Hommes -80 kg | non disputé         | Sawadogo L 2–29     | éliminé             | éliminé             | éliminé             | éliminé |

## Tennis
Bernard Alipoe-Tchotchodji et Charles Alipoe-Tchotchodji ont concouru en tennis dans les épreuves de  simple messieurs (en)  et de doubles messieurs (en)
Dans l'épreuve du simple messieurs, Bernard n'a pas accédé au tour suivant et Charles a accédé au tour suivant où il a été éliminé par  Tankayi Garanganga (en) .
Dans l'épreuve de double masculin, ils se sont qualifiés pour le tour suivant où ils ont été éliminés par Adam Moundir (en) et Lamine Ouahab .